# Conselheiro Lafaiete
Conselheiro Lafaiete är en stad och kommun i östra Brasilien och ligger i delstaten Minas Gerais. Befolkningen i kommunen uppgår till cirka 120 000 invånare.

## Administrativ indelning
Kommunen var år 2010 indelad i två distrikt:
- Buarque de Macedo
- Conselheiro Lafaiete

## Befolkningsutveckling
| Område              | Areal (km²)   | Invånarantal 1 augusti 2000 | Invånarantal 1 augusti 2010 | Invånarantal 1 juli 2014 |
| ------------------- | ------------- | --------------------------- | --------------------------- | ------------------------ |
| Kommun              | 370,25        | 102 836                     | 116 512                     | 124 370                  |
| Urban befolkning    | Ingen uppgift | 99 515                      | 111 266                     | Ingen uppgift            |
| ...varav centralort | Ingen uppgift | 98 830                      | 110 589                     | Ingen uppgift            |